# Remontay McClain
Remontay McClain (né le 21 septembre 1992 à Victorville) est un athlète américain spécialiste du sprint.
Ses records personnels sont :
- sur 100 m, 10 s 08 au Cerritos College de Cerritos (Californie), le 6 juin 2015, amélioré d'un centième à Eugene (Oregon) le 26 juin 2015, lors des Championnats des États-Unis,
- sur 200 m, 20 s 12 à Norwalk le 6 juin 2015.

Il remporte les Championnats NACAC à San José avec un temps de 10 s 09.